# Dzekshim
Dzekshim is in het Tibetaans een aanduiding voor een legering uit zeven en meer metalen die wordt gebruikt voor het gieten van standbeelden, klokken en waardevolle rituele voorwerpen.
Een bestanddeel van dzekshim is in alle gevallen koper, waarbij een bepaald type dzekshim wordt gemaakt van natuurlijk gewonnen, zuiver koper. Dzekshims bestaan verder in de meeste gevallen uit goud, zilver, waaraan verschillende andere metalen worden toegevoegd. De mate van gebruik van de verschillende metalen heeft onder meer te maken met de gewenste kleurnuance.
Voor Tibetanen is deze legering een kostbaar materiaal, omdat de vervaardiging vanwege verschillende smeltpunten van de metalen in principe alleen door ervaren smeden gedaan kan worden. Vanwege de hoge waardering worden dzekshim-beelden nooit verguld.
De naam dzekshim is volgens tibetoloog Giuseppe Tucci een Tibetaans leenwoord van het Middelchinese tsyhek kim.